# Pico do Facho (Porto Santo)
O Pico do Facho é o ponto mais alto do Porto Santo com 516 m de altitude. Não existe nenhuma estrada até ao cimo do pico, todavia pode-se lá chegar através de uma vereda que se inicia no Pico do Castelo.
Este pico foi importante ao longo da história, pois permitiu avisar da aproximação de navios piratas ao arquipélago, dando assim algumas horas para se preparar para o ataque de piratas.